# 미국 수정 헌법 제25조
미국 수정 헌법 제25조(Twenty-fifth Amendment to the United States Constitution 또는 Amendment XXV)는 미국 헌법 제2조 제1항, 제6항의 애매한 단어를 부분적으로 대체하고, 미국 대통령의 승계를 규정하고, 부통령이 결원되었을 경우에 그것을 채울 방법과 대통령이 그 직무상 권한과 의무를 수행할 수 없는 경우의 대처법을 규정하고 있다. 수정 헌법 제25조는 1967년 2월 10일 채택되었다.

## 전문
제1절 대통령의 면직, 사망, 사직의 경우에는 부통령이 대통령이 된다.
제2절 부통령직이 공석일 때는 대통령은 부통령을 지명하고, 지명된 자는 연방 의회 양원의 과반수의 승인을 거쳐 부통령직에 취임한다.
제3절 대통령이 그 직무상 권한과 의무의 수행이 불가능하다는 서면 신청을 상원 임시 의장과 하원 의장에게 송부할 때는 대통령이 그와 반대의 주장을 서면으로 그 사람에게 전달될 때까지 부통령이 대통령 대리로 대통령직의 권한과 의무를 수행한다.
제4절 부통령과 각 행정부의 장관의 과반수 또는 연방 의회가 법률로 정하는 다른 기관의 장의 과반수가 상원 임시 의장과 하원 의장에게 대통령이 그 직무상 권한과 의무를 수행할 수 없다는 서면 신청을 제출한 경우 부통령은 즉시 대통령을 대신하여 대통령직의 권한과 의무를 수행해야 한다.
다음 대통령이 상원 임시 의장과 하원 의장에게 무력이 존재하지 않는다는 서면 신청을 제출한 경우 대통령은 그 직무상 권한과 의무를 다시 수행한다. 그러나 부통령과 각 행정부 장관의 과반수 또는 연방 의회가 법률이 정하는 다른 기관장의 과반수가 상원 임시 의장과 하원 의장에게 대통령이 그 직무상 권한과 의무를 이행할 수 없다는 서면 신청을 4일 이내에 송부할 때는 그러하지 아니하다. 이 경우 의회는 개회 중이 아닐 때에는 48 시간 이내에 그 목적을 위해 회의를 소집하고 문제를 결정한다. 만약 의회가 후자의 서면 신청을 접수한 후 21일 이내에, 또는 의회가 개회 중이 아닐 때는 회의 소집의 요구가 있은 후 21일 이내에 양원의 2/3 이상이 찬성하여 대통령이 그 직무상 권한과 의무를 수행할 수 없다고 결정하는 경우에는 부통령이 대통령 대리로 그 직무를 계속한다. 그 반대의 경우에는 대통령은 그 직무상 권한과 의무를 다시 수행한다.

## 제안과 비준
수정 헌법 25조는 1965년 1월 6일에 상원 판은 버치 바이 상원 의원에 의해 설계도가 그려졌다. 또한 1965년 7월 6일에 하원 판이 엠마누엘 셀러 하원 의원에 의해 제안되어 미국 의회에 상정되었다.
2월 19일, 상원은 수정안을 72 대 0이라는 투표 결과로 가결했다. 하원은 수정안의 다른 버전을 4월 13일에 368 대 29이라는 표결로 가결했다. 양원 협의회가 두 방안의 차이를 메운 후 7월 6일 최종안이 의회의 양원에서 통과되어 비준을 위해 각 주에 제출되었다.
그 제출부터 6일 후 위스콘신과 네브래스카가 수정안을 비준한 첫 번째 주가 되었다. 1967년 2월 10일 , 미네소타와 네바다가 비준을 완료한 37번째와 38번째 주가 되었다. 1967년 2월 23일 , 백악관 이스트 룸에서 의식이 거행되고 총무국 장관 로손 놋이 수정 조항은 헌법의 일부가 된 것을 증명했다.

## 제1절 대통령의 부재
헌법 제2조 제1항, 제6항에서는 만약 대통령이 공석이되는 경우, 혹은 대통령이 그 직무상 권한과 의무를 수행할 수 없는 경우 "해당 직무는 부통령에게 귀속한다"고 되어 있다.
이 말은 애매하다. 공석인 경우 그 '직무'가 부통령에게 귀속되는 (즉 대통령이 될) 또는 "그 직무상 권한과 의무 '가 부통령에게 귀속되는 (즉 부통령은 단순히 대통령으로 '대행') 방법이다. 이 문제는 1841년에 윌리엄 해리슨이 사망한 후 존 타일러가 직무를 계승했을 때 대답이 나와 있었지만, 의심은 남아 있었다. 수정 조항 제1절은 이것을 분명히 했다. 즉 부통령은 대통령이 공석인 경우에 대통령이 된다고 규정하고 있다.

## 제2절 부통령의 부재
헌법은 수정 헌법 제25조가 비준될 때까지 부통령이 공석인 경우 규정을 하지 않았다. 부통령 직은 몇 번의 사망, 사임 또는 대통령직 계승을 위해 공석이 되어 왔다. 이러한 빈자리는 종종 오래 지속할 수 있었다. 부통령 직의 공석이 발생할 때마다 대통령이 후계자를 지명하고 의회 양원의 다수결로 확인되면 부통령이 될 것으로 규정했다.

## 제3·4절 대통령의 직무 불능
수정 헌법 제25조는 어떻게 대통령의 직무 불능을 판단할 지를 규정하고 있다. 에이브러햄 링컨은 저격당해 사망할 때까지 몇 시간 동안 의식이 없었다. 제임스 가필드는 암살자의 총탄에 의해 죽을 때까지 8일간 직무를 수행할 수 없었다. 우드로 윌슨은 뇌졸중으로 쓰러진 후 나머지 임기 18개월 동안 신체 기능에 장애를 남겼다. 드와이트 D. 아이젠하워는 1955년에 심장마비를 일으켰고, 1957년에는 뇌졸중을 일으켰다. 그러나 위의 두 가지 경우 모두 아이젠하워는 신속하게 그 직무에 복귀할 수 있었다. 로널드 레이건은 1981년에 암살 미수 사건이 일어난 후 총기 부상 치료를 위해 입원한 바있다.

### 제3절 자발적 은퇴
제3절에서는 상원 임시 의장과 하원 의장에게 대통령이 그 직무상 권한과 의무를 수행할 수 없다는 서면 신청을 제출하기 만할 수 있다고 규정하고 있다. 그 후 상기 임원에 대해 대통령이 권한과 의무 이행을 재개할 수 있는 다른 문서에 의한 신청을 송부할 때까지 부통령이 대통령을 대리한다.

### 제4절 비자발적 은퇴
제4절은 지금까지 한번도 발동된 적이 없는 유일한 규정이다. 여기에서는 부통령이 "행정 각부의 장관 내지 다른 연방 의회가 법률이 정하는 기관장 과반수"(즉 정부 각료의 과반수)와 함께 대통령의 집행을 선언할 수 있다고 규정하고 있다. 이 경우 제3절과 마찬가지로 부통령은 대통령을 대리하게 된다. 가장 발생 가능성이 높은 시나리오, 한편 제4절의 주요 목적은 대통령이 그 권한과 의무를 수행할 수 없는 상황과 그것에 대해 서면 제기도 할 수 없는 모두가 될 무능력 상태이다. 그러나 대통령이 능력이 있고 의식이 있는 경우에도 국가의 안전을 위협한다든가 감정적 불안정라고 하는, 장관의 과반수가 의학적 무능력 이외의 근거를 찾아 내면, 그러한 선언을 할 수 있다. 대통령은 상원 임시 의장과 하원 의장에게 서면 제기를 하면 그 임무 수행을 재개할 수 있다.

## 적용 사례
수정 헌법 제25조가 비준 이후 여섯 차례 발동되었다.

### 제럴드 포드 부통령 후보 (1973년)
부통령 스피로 애그뉴의 사임으로 이틀 후인 1973년 10월 12일, 리처드 닉슨 대통령은 오랫동안 미시간 선출 연방 하원 의원을 맡고 있던 제럴드 포드를 애그뉴를 잇는 부통령으로 임명했다.
미국 상원은 11월 27일 92 대 3으로 포드의 지명을 확인하고, 12월 6일에는 하원이 387 대 35로 승인했다. 포드는 이후 미국 의회 의사당에서 취임 선서했다.

### 제럴드 포드 대통령 승계 (1974년)
리처드 닉슨 대통령은 1974년 8월 9일에 사임했다. 타일러의 전례를 의식하며 수정 헌법 제25조 제1항에 따라 제럴드 포드 부통령이 대통령직을 계승했다.

### 넬슨 록펠러 부통령 후보 (1974년)
제럴드 포드가 대통령으로 승계됨에 따라 부통령이 공석이 되었다. 포드 대통령은 멜빈 레어드와 조지 H. W. 부시를 검토 한 후, 1974년 8월 20일 원래 뉴욕 주지사인 넬슨 록펠러를 부통령 승계자로 지명했다.
록펠러에 대해서는 오랫동안 논란이 많은 조사가 이루어졌으며, 특히 그 가업이 이해상충을 가져 오지 않는다고 확인된 후, 1974년 12월 10일 상원에서 90 대 7로 승인되어 12월 19일 하원에서도 287 대 128로 확인되고 취임 선서를 했다.

### 조지 H. W. 부시 대통령 대행 (1985년)
1985년 7월 12일, 로널드 레이건 대통령은 대장 내시경 검사를 받아 당시에 융모 선종이라는 초기 암 증상이 발견되었다. 즉시 또는 몇 주 내에 수술을 받을 수 있다는 의사 에드워드 카토 박사의 소견에 따라 레이건은 그것을 즉시 제거하는 것을 선택했다.
레이건은 그날 오후, 대통령 법률 고문 프레드 필딩과 전화로 상담하고 수정 조항을 발동해야 하는가, 만약 발동하면, 그러한 허가는 바람직하지 않은 선례가 되지 않을까 논의를 했다. 필딩과 대통령 수석 보좌관인 로널드 레이건 2명 모두 레이건에게 허가를 권장하고 이렇게 하는 2개의 문서가 초안되었다. 첫 번째 원고는 구체적으로 수정 헌법 제25조 제3항을 언급하고, 두 번째는 그렇지 않은 것이었다.
7월 13일 오전 10시 32분, 레이건은 두 번째 문서에 서명하고, 수정 헌법 발동에 필요한 적절한 관료들이 도착하도록 명령했다. 문서에서 몇 마디의 혼란과 레이건이 수정 헌법 조항 제3항에 구체적으로 언급하지 않았기 때문에 헌법학자 중에는 레이건이 실제로는 부시에게 허가할 수 없었다고 주장하는 학자도 있다.
그러나 허버트 애브람스가 쓴 “대통령이 저격당함 : 혼란, 능력 장애와 수정 헌법 제25조”와 레이건 자서전 “아메리칸 라이프”에서는 레이건이 부시에게 권력 이양을 할 것이라는 의도가 분명했다고 주장하고 있다. 필딩 자신도 “나는 자신 레이건이 수정 조항을 발동할 예정이었다는 것을 알고, 레이건은 그 직원 전원에게 의도를 전달하고 그것이 부통령과 상원 의장에게도 전해졌다. 레이건은 그 후임자를 속박하는 전례를 만들려고 하지 않았던 것도 확실하다고 덧붙였다.

### 딕 체니 대통령 대행 (2002년)
2002년 6월 29일 아침, 조지 W. 부시 대통령은 대장 내시경 검사를 받고, 수정 헌법 조항의 발동을 선택했고, 일시적으로 딕 체니 부통령에게 권한을 위임했다. 2002년 절차는 동부 표준 시간 오전 7시 9분에 시작되어, 7시 29분에 끝났다. 부시는 20분 후에 깨어났지만, 대통령 주치의 리처드 탭이 전반적인 검사를 실행한 후 오전 9시 24분까지 대통령직을 재개하지 않았다. 탭은 진통제의 후유증이 가라앉은 것을 확인할 때까지 시간적인 유예를 추천했다고 말했다.
레이건의 1985년 문서와 달리 부시의 2002년의 문서는 허가 문서에서 구체적으로 수정 헌법 제25조 제3절을 언급하고 있었다.

### 딕 체니 대통령 대행 (2007년)
2007년 7월 21일 아침, 조지 W. 부시 대통령은 대장 내시경 검사를 받고, 수정 헌법 제25조의 발동을 선택하고 일시적으로 딕 체니 부통령에게 권한을 위임했다. 부시 대통령은 동부 표준 시간 오전 7시 16분에 수정 제25조 제3절을 발동했다. 동부 표준시 오전 9시 21분 제3절에 따라 그 권한 회복을 선언했다. 2002년의 경우뿐만 아니라 부시 대통령은 부통령에게 권한을 위임할 때와 그 권한을 회복할 때 구체적으로 수정 제25조 제3절을 언급하고 있었다.

## 검토 사례
수정 헌법 제25조 제4절을 발동할 가능성이 검토되었던 기회로 두 건이 세상에 알려져 있다.

### 1981년: 레이건 대통령 암살 미수 사건
1981년 3월 30일의 레이건 대통령 암살 미수 사건에 이어 많은 행정부 수반들이 수정 헌법 조항 제4절에 따라 조지 H. W. 부시가 대통령 대리를 맡게 시사했다. 그러나 자신의 현실이 쿠데타를 지도했다고 보이는 것을 원하지 않았기 때문에, 부시는 그 생각에 반대했다.
1995년 상원에서 먼저 이 수정안을 제시했던 버치 바이는 제4절이 발동될 예정이었다고 말했다.

### 1987년: 레이건 대통령 직무 수행 불능
하워드 베이커는 1987년에 대통령 수석 보좌관을 맡았을 때, 전임 직원에게 레이건이 게으르고, 부적당하다고 인정된 경우 수정 헌법 제25조의 발동 가능성에 대비해야 한다고 충고했다.
레이건의 통치를 회상하는 PBS 프로그램 《미국의 경험》(American Experience)에 의하면,
| “ | 베이커의 인수인계팀이 로널드 레이건 직원에게 그 주말에 전해진 것은 그들에게 충격을 주었다. 레이건은 ‘태만하고’, ‘부적합하고’, ‘게으르다’. 베이커는 수정 헌법 제25조를 발동하여 그 의무에서 면제시키는 것을 준비해야 한다. | ” |

레이건의 자서전 저자 에드먼드 모리스는 이 프로그램에서 방송된 인터뷰에서 다음과 같이 말했다.
| “ | 베이커의 인계 팀은 전원이 대통령과의 첫 공식 회의를 월요일에 개최하기로 결정 각료 개의 테이블 주위에 모여 레이건이 그 영적 이해력을 실제로 잃고 있지 않는가를 판단하기 위해 실로 가까운 그의 행동을 관찰했다. | ” |

모리스 추가적으로 설명을 계속했다.
| “ | 레이건은 물론 그들이 절망적으로 쳐다보며 시작한다는 것을 전혀 깨닫지 못하고, 이러한 모든 새로운 사람들의 모임에 자극을 받고, 좋은 행동을 했다. 회의 끝에, 직원들은 레이건이 완전히 자제를 잃지 않고 있다는 것을 인정하며 비유적으로 그 손을 올렸다. | ” |

## 상정과 비준
미국 의회는 수정 헌법 제25조를 1965년 7월 6일에 상정했다. 이 수정안은 결국 조지아, 노스다코타와 사우스캐롤라이나를 제외한 모든 주에서 비준되었다. 다음 주가 비준에 동의를 했다.
1. 네브래스카주 (1965년 7월 12일)
2. 위스콘신주 (1965년 7월 13일)
3. 오클라호마주 (1965년 7월 16일)
4. 매사추세츠주 (1965년 8월 9일)
5. 펜실베이니아주 (1965년 8월 18일)
6. 켄터키주 (1965년 9월 15일)
7. 애리조나주 (1965년 9월 22일)
8. 미시간주 (1965년 10월 5일)
9. 인디애나주 (1965년 10월 20일)
10. 캘리포니아주 (1965년 10월 21일)
11. 아칸소주 (1965년 11월 4일)
12. 뉴저지주 (1965년 11월 29일)
13. 델라웨어주 (1965년 12월 7일)
14. 유타주 (1966년 1월 17일)
15. 웨스트버지니아주 (1966년 1월 20일)
16. 메인주 (1966년 1월 24일)
17. 로드아일랜드주 (1966년 1월 28일)
18. 콜로라도주 (1966년 2월 3일)
19. 뉴멕시코주 (1966년 2월 3일)
20. 캔자스주 (1966년 2월 8일)
21. 버몬트주 (1966년 2월 10일)
22. 알래스카주 (1966년 2월 18일)
23. 아이다호주 (1966년 3월 2일)
24. 하와이주 (1966년 3월 3일)
25. 버지니아주 (1966년 3월 8일)
26. 미시시피주 (1966년 3월 10일)
27. 뉴욕주 (1966년 3월 14일)
28. 메릴랜드주 (1966년 3월 23일)
29. 미주리주 (1966년 3월 30일)
30. 뉴햄프셔주 (1966년 6월 13일)
31. 루이지애나주 (1966년 7월 5일)
32. 테네시주 (1967년 1월 12일)
33. 와이오밍주 (1967년 1월 25일)
34. 워싱턴주 (1967년 1월 26일)
35. 아이오와주 (1967년 1월 26일)
36. 오리건주 (1967년 2월 2일)
37. 미네소타주 (1967년 2월 10일)
38. 네바다주 (1967년 2월 10일)

비준은 3/4 주의 비준을 거쳐 1967년 2월 10일에 완료했다. 이 수정안은 후에 다음 주에 따라 비준되었다.
1. 코네티컷주 (1967년 2월 14일)
2. 몬태나주 (1967년 2월 15일)
3. 사우스다코타주 (1967년 3월 6일)
4. 오하이오주 (1967년 3월 7일)
5. 앨라배마주 (1967년 3월 14일)
6. 노스캐롤라이나주 (1967년 3월 22일)
7. 일리노이주 (1967년 3월 22일)
8. 텍사스주 (1967년 4월 25일)
9. 플로리다주 (1967년 5월 25일)

다음의 주에서는 비준을 받지 못했다.
1. 노스다코타주
2. 조지아주
3. 사우스캐롤라이나주

## 대중 문화

### 영화
- 2013년 영화 《화이트 하우스 다운》(The White House Down)에서 백악관에서 인질로 잡힐 위기에서 탈출하지만, 지위를 정상적으로 내릴 수 없는 위치에 있는 대통령을 대신하여 수정 헌법 제25조가 발동되어 부통령이 승계를 하지만, 에어포스원에 타고 있던 부통령마저 미사일에 격추되어 추락한다. 다시 수정 헌법 제25조가 발동되어 하원 의장이 대통령을 승계하게 된다.
- 2000년 영화 《The Contender》는 대통령이 부통령이 죽을 때 그 대역의 확인을 요구하고 있다.
- 1997년 영화 《에어포스 원》에서는 대통령과 그 가족이 에어포스 원 기내에서 인질로 잡혀 있는 동안 각료들이 수정 헌법 제25조의 발동을 논의한다. 그 근거는 대통령이 그 가족에 맞춰져 있는 위협 때문에 대통령으로서 그 의무를 실질적으로 수행할 수 없다는 것이다.

### TV
- 수정 헌법 제25조는 텔레비전 드라마 《24(TWENTY FOUR)》에서 시즌2, 시즌4와 시즌6 3번 발동되었다.
- 수정 헌법 제25조는, TV 드라마 《웨스트 윙》에서 제4화의 끝에서 제5화 초까지 발동된다. 이때는 발동 당시 부통령이 공석이었기 때문에, 하원 의장이 대통령 대리가 된다. 현실은 부통령만 수정 헌법 제25조에 따라 대통령 대리가 될 수 있다. 사임이나 신체적 불능이 생긴 수정안의 실제 적용과 달리 바틀렛 대통령은 직무의 책임과 납치된 딸의 안전에 대한 두려움 사이의 윤리적 갈등을 막기 위하여 수정 조항을 발동 한다.
- ABC의 텔레비전 드라마 《커맨더 인 치프》에서는 2번 발동한다. 1화 처음에 부통령인 맥켄지 엘런이 수정헌법 2조에 따라 대통령을 계승받는다. 그리고 제16화에서 대통령은 부통령의 사임을 인정한 후 단기간 아프게 된다. 하원 의장이 상원 임시 의장의 의견에 따라야 생각되지만, 논의 끝에 하루만 대통령 대리가 되기로 결정한다.
- ABC의 텔레비전 드라마 《지정생존자》 시즌 1의 11화에서 발동되었다.
- 넷플렉스 드라마 《하우스 오브 카드》시즌4 에피소드4에서 발동한다.

### 게임
- 게임 《Hitman : Blood Money》 임무의 하나가 수정 헌법 제25조(Amendment XXV)이다. 이 임무는 대통령 암살을 노리는 자객과 그것에 의해 실권을 얻으려는 부통령이 등장한다.

## 같이 보기
- 미국 헌법
- 미국 수정 헌법 제20조

## 참고 자료
- Constitution of the United States.
- Kilman, Johnny and George Costello (Eds). (2000). The Constitution of the United States of America: Analysis and Interpretation.
- One Heartbeat Away by Birch Bayh (1968).
- CNN Transcript of White House press briefing re G.W. Bush temporary transfer of power to VP Cheney 2002-06-29 (URL accessed 2006-06-04).
- CNN Story of White House statement regarding G.W. Bush temporary transfer of power to VP Cheney 2007-07-21.
- Feerick, John D. The Twenty-Fifth Amendment: Its Complete History and Applications (1992).
- Gant, Scott E. "Presidential Inability and the Twenty-Fifth Amendment's Unexplored Removal Provisions," 1999 Law Review of Michigan State University-Detroit College of Law 791.